# 戈羅季謝 (舍佩蒂夫卡區)
50°7′26″N 27°3′50″E / 50.12389°N 27.06389°E
戈羅季謝（烏克蘭語：Городище），是烏克蘭的村落，位於該國西部赫梅利尼茨基州，由舍佩蒂夫卡區負責管轄，面積329平方公里，海拔高度265米，2023年該村落人口1,626。